# Aphanistes politus
Aphanistes politus là một loài tò vò trong họ Ichneumonidae.